# Protogamasellopsis dioscorus
Protogamasellopsis dioscorus är en spindeldjursart som först beskrevs av David C.M. Manson 1972.  Protogamasellopsis dioscorus ingår i släktet Protogamasellopsis och familjen Rhodacaridae. Inga underarter finns listade i Catalogue of Life.